# Carl Friedrich Claus
|  | Per a altres significats, vegeu «Karl Claus». |

Carl Friedrich Claus (nascut el 9 de novembre de 1827 a Kassel; mort el 29 d'agost de 1900 a Londres) va ser un químic i inventor alemany. Va patentar el procés Claus.

## Biografia
Claus va estudiar química a la Universitat de Marburg a Alemanya. Va emigrar a Anglaterra, on va treballar com a químic. El 1883 se li va emetre una patent britànica per al procés Claus . El procés Claus és el procés de desulfuració de gas més important, recuperant el sofre elemental del sulfur d'hidrogen gasós. El procés va ser modificat més tard per la companyia alemanya IG Farben La seva primera dona va ser Mary Claus (nascuda Brown). Va morir a Wiesbaden, Alemanya, el 25 d'abril de 1880 a l'edat de gairebé 55 anys. Viu a Wiesbaden almenys des de 1878, i les seves filles Elizabeth i Pauline estan amb ella almenys des de 1880/81, totes tres a Paulinenstraße Nr. 6. El 14 de juny de 1900 el vidu Claus, de 72 anys, es va casar a Hammersmith, al comtat de Londres, amb la seva segona dona, la soltera Caroline Barry. Claus va morir com un home ric a Londres el 1900.